# Френк Айронс
Френсіс Клівленд Айронс (англ. Francis Cleveland Irons; нар. 23 березня 1886 — пом. 19 червня 1942) — американський легкоатлет, який спеціалізувався в стрибках у довжину та потрійному стрибку.

## Із життєпису
Олімпійський чемпіон зі стрибків у довжину (1908). На Іграх-1908 також брав участь у змаганнях з потрійного стрибку (посів 16-е місце) та зі стрибків у висоту з місця (посів 8-е місце).
Фіналіст (9-е місце) змагань зі стрибків у довжину на Іграх-1912.
Чемпіон США зі стрибків у довжину (1909, 1910) та потрійного стрибку (1910). Срібний призер чемпіонатів США зі стрибків у довжину (1903).
Переможець олімпійських відбіркових змагань США зі стрибків у довжину (1908, 1912).